# Károly Varga
Károly Varga (* 28. September 1955 in Budapest) ist ein ehemaliger ungarischer Sportschütze.

## Erfolge
Károly Varga nahm an den Olympischen Spielen 1980 in Moskau mit dem Kleinkalibergewehr in der Konkurrenz im liegenden Anschlag auf 50 m teil. Mit dem Weltrekord von 599 Punkten war er punktgleich mit Hellfried Heilfort, sodass die Ergebnisse der einzelnen Runden über den Goldmedaillengewinn entschieden. Sowohl Varga als auch Heilfort erzielten in der sechsten und letzten Runde 100 Punkte. In der fünften Runde war Varga dies ebenfalls gelungen, während Heilfort nur auf 99 Punkte kam. Aus diesem Grund wurde Varga Olympiasieger.